# Ноэль, Магали
Магали́ Ноэ́ль (фр. Magali Noël, род. 27 июня 1932 года, по др. данным — 1931 год, Измир, Турция — 23 июня 2015) — французская актриса театра, кино и кабаре и певица, — исполнительница песен Бориса Виана (в том числе «первого французского рок-н-ролла» «Сделай мне больно, Джонни», 1956). Полюбилась зрителям всего мира как олицетворение сексуальных фантазий кинорежиссера Федерико Феллини в «Сладкой жизни» (1960), «Сатириконе» (1969) и «Амаркорде» (1973).

## Биография
Магали (прованская форма имени Маргарита) Франсуаза Ноэль Камилла Гифрэ (окс. Magali Françoise Noëlle Camille Guiffray), или Магали Джиффра (тур. Magali Giuffra) — появилась на свет и до 7 лет жила в Турции, — её родители, выходцы из Прованса и Дофине, работали портовыми инженерами в Смирне.
Вместе с семьёй переехала во Францию, училась пению, музыке (в том числе игре на скрипке в школе им. Сезара Франка) и танцу, — в 16 лет дебютировала (как певица) в знаменитом парижском кабаре «Бык на крыше».
Параллельно изучала мастерство актёра на драматических курсах Катрин Фонтене (фр. Catherine Fontenay, 1879—1966) при Комеди Франсез и делала первые шаги на театральных подмостках.
Первый успех приносит роль служанки Клодины в «мольеровском Жорже Дандене», — со спектаклем знаменитого в будущем Жана-Мари Серро она триумфально гастролирует в 1949 году по Западной Германии.
В 1954 году снова обратила на себя внимание в спектакле по пьесе Питера Устинова «Любовь четырёх полковников» (с молодым Жаном Рошфором), поставленном Жаном-Пьером Гренье в парижском Театре Фонтен.
В 19 лет получает первые роли в кино и на телевидении. В дуэте с Бурвилем снимается в фильме «Отдельно в Париже» (1951), — о свадебном путешествии в столицу молодожёнов-провинциалов; в фильме Анри Декуэна «Облава на блатных» (1954) работает c Лино Вентурой и Габеном (последний во время съёмок ласково зовёт её «Мом», — «Воробышек»).
В перерывах между кино и театральной антрепризой выступает в только что придуманной Аленом Бернарденом «Лошади» (ещё без обязательных голых танцовщиц) с пением «американских» песен и — в «Быке», c ариями из оперетт в ревю Марка Дольница.
Международная известность приходит после роли в «нуаре» Жюля Дассена «Мужские разборки» (1955) — сцена чувственного исполнения её героиней Вивиан песни «Разборка» (фр. «Le Rififi») в ночном клубе на фоне «китайских теней» сразу попадает в золотой фонд кино-классики.
После — несмотря на роли в фильмах таких «мастодонтов» как Рене Клер («Большие манёвры», 1955, c Мишель Морган и Жераром Филипом) и Жан Ренуар («Елена и мужчины», 1956, с Ингрид Бергман, Жаном Маре и Мелом Феррером) — долгое время рассматривалась режиссёрами кино в основном как актриса на амплуа «вамп» в криминальных драмах.

### Первая рок-певица
Магали Ноэль — первая исполнительница рок-н-ролла во Франции (и вообще — в Европе): записи исполненных ею песен — в прежде не известном музыкальном жанре — были сделаны и стали популярны тогда же, когда выпускались первые пластинки Элвиса Пресли.
В 1956 году с Магали знакомится Борис Виан, — очарованный её ролью в «Разборках», её чуть островатым с лёгкой хрипотцой голосом, а также на волне собственного «американизма» и любви к джазу, он предлагает актрисе, в ту пору активно занятой в ревю парижских кабаре, принять участие в записи нескольких песен. Песни эти, предупреждает Виан, написаны в совершенно оригинальном музыкальном стиле, «открытым» его недавно вернувшимся из Штатов приятелем Мишелем Леграном.
12, 13 и 14 октября 1956 года Магали записывает для «Philips», куда по протекции Жака Канетти поэт только что поступил работать, четыре специально сочинённых для неё «рока», — на музыку его бессменного аккомпаниатора, джазового пианиста и композитора Алена Гораге. Они составили первую пластику Магали Ноэль — «Rock-and-Roll»: «Альгамбра-рок» (фр. «Alhambra rock»), «Галичный рок» (фр. «Rock des petits cailloux»), «Стрип-рок») (фр. «Strip-rock») и — нетленный «Сделай мне больно, Джонни!» (фр. «Fais-moi mal, Johnny!», — «первый садо-мазохистский рок во Франции!»). Ощутимый оттенок пародии выражал ироничное отношение джазмена к «новой музыке».

«…Женский рок — в противовес американскому, мужскому. Так как эмансипацией во Франции в те времена никто не был болен, ярко выраженная сексуальность женского рока звучала весьма шокирующе. Кроме того, на конверте красовался виановский текст, довольно смело расхваливающий женское очарование известной актрисы. Даже для „Филипс“ это было чересчур смело, и Канетти пришлось объясняться в высоких инстанциях. Новая работа увлекла Бориса, вдохнула в него силы; он даже помолодел…»
Песня «Сделай мне больно, Джонни», в которой «Больно, будет больно» выкрикивал сам Виан (фр. « Il va lui faire mal, il va lui faire mal ! » — попросту вследствие того, что вся приглашённая мужская подпевка обессилив от смеха каталась на полу кабины для записи), — запрещена к трансляции на французском радио (только через два года прозвучит в фильме с символическим названием «Зверь выпущен», 1958).

#### Песни Виана
Самое прекрасно-сексуальное, что было произведено со времён Евы,
— шутил Виан; он объявил Магали Ноэль своей любимой певицей и полагал, что со временем она, наконец, научится исполнять джаз по-настоящему.
Кроме «роков», он написал для неё несколько песен. Последняя песня Виана (10 марта 1920 — 23 июня 1959), долгое время остававшаяся неизвестной — «Иветта» (имя её героини), предназначалась для итальянского фильма Камилло Мастрочинкве «Приезд парижанки» («Закон человека» — вышел в прокат уже после смерти поэта).
К творчеству любимого поэта актриса обращалась в самые разные периоды жизни.
В 1989 году, к тридцатой годовщины со дня его смерти, Магали подготовила спектакль «Взгляд на Виана» (фр. «Regards sur Vian»), — композицию из песен, стихов, фрагментов прозы, историй из жизни. Концертная запись в Театре Бособр (Швейцария, 9 и 10 ноября) под руководством пианиста Ричарда Пиццорно — основа одноимённого двойного альбома.
Известное «Сделай мне больно, Джонни!» Магали пела теперь вместе с дочерью Стефани, — исполнительская маска, с ноткой грусти признавала актриса, со временем неизбежно поменялась: «просьба» теперь звучала «от лица» некой «гранд-дамы», — что, впрочем, ничуть не умаляло виановского «рок»-юмора, а напротив, добавляло особой перчинки.

#### «Клан» Магали Ноэль
2008 году Магали Ноэль представила публике в Театре Пассажа в Нёвшателе моноспектакль по произведениям своих друзей и хороших знакомых из Коллежа патафизики — Жака Превера, Бориса Виана и Раймона Кено, — давнюю творческую задумку, с красноречивым названием — «Клан».

### «Итальянский период»
В конце 1950-х годах Магали вышла замуж за звезду Чинечитта Роберто Риссо и переехала в Италию, — не без надежды поменять свой кино-репертуар. В Италии она проработала 5 лет, снялась в 26 фильмах и продолжала получать роли во французских полицейских драмах, — поразительным образом оставаясь вне поля внимания режиссёров «новой волны».
В это же время она продолжает с успехом выступать на драматической сцене — в основном в провинции. В 1957 году она — Элиза Дулиттл в «Пигмалионе», который в лионский «Селестен» переносит Жан Маре (в собственном оформлении и костюмах); 1960 там же и с тем же Маре она — Гитель Моска (сменив в этой роли Анни Жирардо) в висконтиевской постановке «Двое на качелях».

#### Феллини
В 1959 году, на съёмках под Римом их с Феллини представили друг другу: друг о друге они тогда знали не особенно много. «Потряси задницей», — сразу же крикнул режиссёр: желая понять, насколько она соответствует персонажу, — певичке-француженке Фанни. Магали, взглянув на страничку с небольшим текстом её роли, пришла в замешательство: «Да вы знаете, кто я?! Я снималась в „Разборках“!» Феллини хохотал, а агент попытался убедить актрису, что съёмки у этого режиссёра — в общем-то хороший для неё случай: Магали согласилась, но потребовала обещаний увеличить роль, — так появилась заключающая эпизод «Визит отца» сцена с Марчелло в «Dolce vita».
Помимо ролей в «Сладкой жизни» (1960), «Сатириконе» (1969) и «Амаркорде» (1973), Магали воплотила бродвейский вариант Кабирии — Чарити Хоуп Валентайн в мюзикле Боба Фосса и Пола Гловера «Милая Чарити» (1970, с Сидни Чаплиным и Жаком Дюби) и приняла участие в съёмках знаменитого документального фильма-портрета Гидеона Бахмана — «Чао, Федерико !» (1970).

## Семья
Первый муж — Жан-Пьер Бернар (фр. Jean-Pierre Bernard, 1933—2017), французский актер кино, телевидения и театра. Покоится рядом с Магали́ Ноэ́ль на кладбище Entrechaux (Воклюз).
- Дочь — Стефани Виал-Ноэль

Во втором браке усыновила двух мальчиков.

## Творчество

### Роли в театре
- 1949 : Клодина, служанка Анжелики — «Жорж Данден» (фр. «George Dandin»), по пьесе Мольера, реж. Жан-Мари Серро[фр.] / гастрольный тур по Франции и Западной Германии
- 1949: «Чудо о бедняке» (фр. «Le Miracle de l’homme pauvre»), по пьесе Марьяна Хемара, реж. Андре Клаве / Восточный театральный центр (фр. ) в Кольмаре, Муниципальный театр Мюлуза
- 1950: «Чудо о бедняке» (фр. «Le Miracle de l’homme pauvre»), по пьесе Марьяна Хемара, реж. Андре Клаве / Театр Монпарнас[фр.]
- 1954: Раймонда Шандебиз — «Блоха в ухе» (фр. «La Puce à l'oreille»), по водевилю[фр.] Жоржа Фейдо, реж. Жорж Витали[фр.] / Театр Селестен[фр.], Лион[23]
- 1954: Она — «Любовь четырёх полковников» (англ. «The Love of Four Colonels»; фр. «L’Amour des quatre colonels»), по пьесе Питера Устинова, реж. Жан-Пьер Гренье[фр.] / Театр Фонтен[фр.][24]
- 1954: Александра — «Если я к тебе прижмусь!..» (фр. «Si jamais je te pince !…»), по комедии[фр.] Лабиша, реж. Жорж Витали[фр.] / Театр Лабрюйер[фр.]
- 1957: Элиза Дулиттл — «Пигмалион» (англ. «Pygmalion»), по пьесе Дж. Б.Шоу, постановка, оформление и костюмы Жана Маре / Театр Селестен[фр.], Лион[25]
- 1960: Гитель Моска — «Двое на качелях» (фр. «Deux sur la balançoire», англ. «Two for the Seesaw»), по пьесе Уильяма Гибсона, реж. Лукино Висконти (Джерри — Жан Маре) / Театр Селестен[фр.], Лион[26]
- 1961: Лона — «Луизиана» (фр. «Louisiane»), по пьесе Марселя Эме, реж. Андре Вилье (фр. André Villiers) / Театр «Ренессанс»[фр.]
- 1966: Розали — «Муха» (фр. «Mouche»), адаптация Полем Мизраки бродвейского мюзикла «Карнавал!»[англ.] (англ. «Carnival!»), музыка и слова Боба Меррилла, по мотивам романа Пола Гэллико «Любовь к семи куклам»; реж. Раймундо де Ларраин (исп. Raimundo de Larrain) / Театр Порт-Сен-Мартен[фр.]
- 1968: Мом Креветт — «Дама от „Масима“» (фр. «La Dame de chez Maxim»), по пьесе[фр.] Жоржа Фейдо, реж. Жак Шарон[фр.] / Театр Селестен[фр.], Лион[27]
- 1970: Чарити Хоуп Валентайн — «Милая Чарити» (англ. «Sweet Charity»), мюзикл Боба Фосса и Пола Гловера (англ. Paul Glover)[22]
- 1971: Энея — «Заповедь семь: меньше воруй» (итал. «Settimo: ruba un po' meno»; фр. «Le Septième Commandement : Tu voleras un peu moins…»), по пьесе[англ.] Дарио Фо, реж. Жак Моклер[фр.] / Каркасонский фестиваль; Театр «Одеон»
- 1971: Миледи — «Три мушкетёра» (фр. «Les Trois Mousquetaires»), по роману Александра Дюма, реж. Мишель Берто[фр.] / Théâtre du Midi, Каркасон
- 1972: Энея — «Заповедь семь: меньше воруй» (итал. «Settimo: ruba un po' meno»; фр. «Le Septième Commandement : Tu voleras un peu moins…»), по пьесе[англ.] Дарио Фо, реж. Жак Моклер[фр.] — гастрольное турне
- 1972 : «Папа в Нью-Йорке» («Дом синих листьев») (фр. «Un pape à New-York»; англ. «The House of Blue Leaves»), по пьесе[англ.] Джона Гуара[англ.], реж. Мишель Фагадо[фр.] / Театр Гэте-Монпарнас[фр.]
- 1976: «Remember», ревю Андре Левассёра (фр. André Levasseur) с оркестром Эме Барелли[фр.], при участии 12-и девушек и 12-и парней / Sporting de Monte-Carlo, Монте-Карло
- 1976: Мамаша Кураж — «Мамаша Кураж» (фр. «Mère Courage»), по пьесе Бертольда Брехта, реж. Франсуа Рошэ[фр.][28] / Театр Каружа (фр. Théâtre de Carouge), Швейцария
- 1979: Лукреция Борджиа — «Лукреция Борджиа» (фр. «Lucrèce Borgia»), по драме Виктора Гюго, реж. Роже Анен
- 1980: «la Staaar», музыкальный спектакль по оригинальной идее Магали Ноэль и Луи Тьерри (фр. Louis Thierry), реж. Луи Тьерри, хореограф Жан Муси (фр. Jean Moussy), музыка Франсуа Робера и Мишеля Кёрио (фр. Michel Cœurio)[29] / Театр Фонтен[фр.]
- 1986: Фройляйн Шнайдер (Хозяйка) — «Кабаре» («Cabaret»), мюзикл Джона Кандера и Фреда Эбба, по мотивам романа «Прощай, Берлин» Кристофера Ишервуда и пьесы «Я — камера»[англ.] Джона Ван Друтена[англ.] , реж. Жером Савари / Théâtre du 8e, Лион[30]; Театр Ниццы[фр.], Ницца; «Театр тринадцати ветров»[фр.], Монпелье
- 1987: Фройляйн Шнайдер (Хозяйка) — «Кабаре», реж. Жером Савари / Театр «Могадор»
- 1989: «Взгляд на Виана» (фр. «Regards sur Vian»), музыкальный моноспектакль, по произведениям Бориса Виана / Théâtre de Beausobre, Морж
- 1991 : «Угол невозврата» (фр. «Le Coin de non retour»), по комедии Жана-Клода Дано (фр. Jean-Claude Danaud), реж. Жаклин Бёф (фр. Jacqueline Bœuf) / Театр «Тет д’Ор»[фр.], Лион
- 1993: «Наконец-то одни!» (фр. «Enfin seuls!», англ. «Alone Together Again»), по комедии Лоуренса Романа (англ. Lawrence Roman), реж. Мишель Фагадо[фр.] / гастроли
- 1996: «Белое солнце — Превер 96» (фр. «Soleil blanc - Prévert 96»), музыкальный моноспектакль, по произведениям Жака Превера / Театр Комедии на Елисейских Полях
- 2004: «Chansons volent», музыкальный моноспектакль, по произведениям Бориса Виана, Жака Превера, Жака Бреля, Лео Ферре[31] / Театр Каружа (фр. Théâtre de Carouge), Швейцария
- 2005: Женщина — «Оплаченный долг» (фр. «La Dette»), по новелле Сефана Цвейга (нем. «Die spät bezahlte Schuld»), реж. Дидье Лонг[фр.] / Театр 14-го округа[фр.][32]
- 2008: «Клан» (фр. «Le Clan»), моноспектакль по произведениям Жака Превера, Бориса Виана и Раймона Кено / Théâtre du Passage, Нёвшатель[19][20]

### Дискография
- 1955 — Magali Noël numéro 1, EP Philips 432.044
- 1956 — Magali Noël : Rock and Roll, LP Philips N 76.089 R, repris en EP Philips 432.131 Magali Noël numéro 2 : Rock and Roll (1957)
- 1957 — Succès 45 t, SP Philips 372.398
- 1957 — Magali Noël numéro 3 : Magali se déchaîne, EP Philips 432.185
- 1957 — Magali Noël numéro 4 : Sexy songs, Philips 432.193
- 1964 — Magali Noël chante Boris Vian (12 новых песен Бориса Виана), LP Jacques Canetti
- 1980 — Magali Noël, новая версия Fais-moi mal Johnny, LP Disques Lazer / Distribution Carrere 67.486
- 1988 — Magali Noël chante Boris Vian, CD Jacques Canetti / Musidisc
- 1989 — Regard sur Vian, с участием Стефани Ноэль (концерт в Театре Бособр, 9 и 10 ноября 1989 (produit par Jean-Claude Vial / Disques-Office и Dominique Buscail / Buda Musique,). Переиздан в 2009 году.
- 1996 — Soleil blanc - Prévert 96, CD Sony / Dreyfus
- 2002 — Magali Noël chante Boris Vian, CD Productions Jacques Canetti 589 703-2
- 2002 — Magali Noël, переиздание пластинки 1964 ; Mercury (CD Story) 063 010-2
- 2002 — Magali Noël : Rock and Roll, Mercury / Philips 063 031-2
- 2009 — Regard sur Vian, переиздание диска 1989. (Disques Office/Disques Dreyfus)
- 2011 — À toujours, альбом из 20 песен, записанных между 16 июня и 7 июля 2010 года на студии Ferber (Париж). (Disques Dreyfus)

### Фильмография
- 1951 — Завтра мы разводимся / Demain nous divorçons — Жанна Турель
- 1951 — Бег с факелом (ТВ, по пьесе[фр.] Поля Эрвьё) / La Course du flambeau (TV)
- 1951 — Только в Париже / Seul dans Paris — Жанетта
- 1952 — Разбитый кувшин (ТВ, реж. Бернар Экт[фр.], по пьесе Клейста) / La Cruche cassée — ? Марта
- 1953 — Двое из эскадрильи[фр.] / Deux de l’escadrille
- 1954 — Умрите, мы сделаем всё остальное[фр.] / Mourez, nous ferons le reste — Франсуаза
- 1955 — Сын Каролины Шери / Le fils de Caroline chérie — Тереза
- 1955 — Облава на блатных (Облава на торговцев наркотиками) / Razzia sur la chnouf — Лизетта
- 1955 — Мужские разборки / Du rififi chez les hommes — Вивиан
- 1955 — Шантаж[фр.] / Chantage — Дениза
- 1955 — Большие манёвры / Les grandes manoeuvres — Тереза, певичка
- 1955 — Христофор К. (тв, реж. Жан-Поль Каррер[фр.]) / Christophe C… (TV)
- 1955 — Оружие и человек (ТВ, по пьесе[англ.] Дж. Б. Шоу, реж. Марсель Блюваль) / Le Héros et le Soldat (TV)
- 1956 — Дорис / Doris (TV) — Дорис
- 1956 — Одержимые (Бесы)[фр.] (по роману Уго Бетти «Козий остров» (итал. «Delitto all'isola delle capre»)) / Les possédées — Пия
- 1956 — Елена и мужчины / Elena et les hommes — Лолотта, служанка
- 1957 — Убийцы и воры[фр.] / Assassins et voleurs — Мадлен Ферран
- 1957 — Агент 117 жив[фр.] / O.S.S. 117 n’est pas mort — Мюриель Руссе
- 1958 — Приезд парижанки (Закон человека / Мужчина, женщина и желание)[итал.] / È arrivata la parigina (La Loi de l’homme — L’homme, la femme et le désir), реж. Камилло Мастрочинкве, — Иветта
- 1958 — Желание движет людьми[фр.] / Le désir mène les hommes — Натали
- 1958 — Если б король это знал / Si le roi savait ça — Арнода
- 1958 — Ловушка[фр.] / Le piège — Кора Кайе
- 1958 — Поезд в 8.47 (по роману[фр.] Жоржа Куртелина, реж Жак Пиното[фр.]) / Le Train de 8h 47 — фильм в прокат не вышел
- 1958 — Зверь выпущен[фр.] / Le fauve est lâché — исполняет песню «Fais-moi mal, Johnny»
- 1959 — Остров на краю света[фр.] (по роману Анри Круза[фр.]) / L'île du bout du monde — Джейн
- 1959 — Женщины исчезают[фр.] / Des femmes disparaissent — Коралин Мерлан
- 1959 — Так бывает только с живыми[фр.] (по роману Чейза «Это — мужское дело» («Игра без правил») / Ça n’arrive qu’aux vivants — Глория Селби
- 1959 — О, что за мамбо![фр.] / Oh! Qué mambo — Вивиан Монтеро
- 1960 — Гастоне[итал.] / Gastone — Соня
- 1960 — Некоторые любят лысых[итал.] / A qualcuna piace calvo — Марчелла Салюстри
- 1960 — Мария с Островов[англ.] (по роману Роббера Гаяра[фр.]) / Marie des Isles — Жюли
- 1960 — Сладкая жизнь / La dolce vita — Фанни
- 1960 — Мы два беглых зэка[итал.] / Noi siamo due evasi — Одетта
- 1960 — Бульвар[англ.] / Boulevard — Дженни Дорр
- 1961 — Жар Сахары[фр.] / Le Sahara brûle — Лена
- 1961 — Девушка в витрине[итал.] / La ragazza in vetrina — Шанель
- 1961 — Закон войны[итал.] / Legge di guerra — Ольга
- 1961 — Ночная молодёжь / Gioventù di notte — Эльви
- 1961 — В пасти волка[фр.] / Dans la gueule du loup — Барабара Ябакос
- 1961 — Руки вверх! (В схватке) / Mani in alto! (En pleine bagarre)
- 1961 — Смертельная игра[нем.] (Вечеринка с убийством) / Mörderspiel (Le jeu de l’assassin — Murder Party) — Ева Трогер
- 1962 — Тайный знак Д’Артаньяна (Секрет Д’Артаньяна) / Il colpo segreto di d’Artagnan (Le Secret de d’Artagnan) — Карлотта
- 1962 — Три Генриха / Les trois Henry (TV) — Маргарита Наваррская
- 1963 — Буря на Цейлоне / Das Todesauge von Ceylon (Tempête sur Ceylan) — Габи
- 1963 — / Queste pazze pazze donne — Джулия
- 1963 — Несчастный случай[фр.] (по роману Фредерика Дара) / L’accident — Андреа
- 1963 — Тото и Клеопатра[итал.] / Totò e Cleopatra — Клеопатра
- 1964 — Двенадцать марсианских рук[итал.] (Пришествие марсиан) / I marziani hanno dodici mani (Llegaron los marcianos) — Матильда Бернабей
- 1964 — Реквием для главаря[фр.] / Requiem pour un caïd — Ева
- 1964 — Непристойность[итал.] / Oltraggio al pudore — Сестра Джовенеллы
- 1964 — Последняя ставка / Le dernier tiercé — Лидия
- 1964 — Верёвка на шее[фр.] / La corde au cou — Клара
- 1964 — Суд над Мэри Дуган (по пьесе[нидерл.] Байярда Вейлера[англ.]) / Le procès de Mary Dugan (TV) — Мэри Дуган
- 1965 — Белое рабство (по роману Ксавье де Монтепена) / La traite des blanches — Луиза
- 1965 — Дама из Бейрута / La dama de Beirut — Глория Лёфевр
- 1966 — Как не выйти замуж за миллиардера[фр.] / Comment ne pas épouser un milliardaire (serie TV) — Делия Деламар, кинозвезда
- 1967 — Голем[фр.] / Le golem (TV) — Ангелина
- 1968 — Самый прекрасный месяц / Le mois le plus beau — Клавдия
- 1968 — Астрагал[фр.] (по роману Альбертины Сарразен[фр.]) / L’astragale — Анни
- 1969 — Хутор Феофим (по роману Анри Боско) / Le mas Théotime (TV) — Женевьева
- 1969 — Дзета / Z — Сестра Ника
- 1969 — Сатирикон Феллини / Fellini — Satyricon — Фортуната
- 1970 — Эдипеон[итал.] / Edipeon
- 1970 — Тропик Рака / Tropic of Cancer — Княгиня
- 1970 — Пастор (Похотливый викарий)[швед.] / Kyrkoherden (The Lustful Vicar) — Графиня
- 1970 — Человек, который имел власть над женщинами[англ.] / The Man Who Had Power Over Women — Мадам Франчетти
- 1970 — Чао, Федерико ![фр.] (документальный фильм Гидеона Бахмана (нем. Gideon Bachmann) о съёмках «Сатирикона») / Ciao Federico !
- 1971 — Звери / Le belve — Лиза (эпизод «Шиншиллы»)
- 1971 — Женатый священник[итал.] / Il prete sposato — Синьора Беллини
- 1972 — / Donnarumma all’assalto (TV)
- 1972 — Запрещённые истории… без одежды[итал.] / Racconti proibiti… di niente vestiti — Пруденция
- 1972 — Как прежде, но лучше, чем прежде (по пьесе[итал.] Луиджи Пиранделло, реж. Ив-Андре Юбер[фр.]) / Comme avant, mieux qu’avant (TV) — Фульвия Джелли
- 1972 — Это пройдёт быстро (по пьесе Жоржа Фейдо) / Le p’tit vient vite — Медсестра
- 1973 — Амаркорд / Amarcord — Градиска
- 1975 — Банк Монате / La banca di Monate — Мелисса, жена Адельмо
- 1975 — / 
 Paolo Barca, maestro elementare, praticamente nudista — Маэстра Розария  Каччио
- 1975 — Время убийц / Il tempo degli assassini (La Bagarre du samedi soir) — Россана
- 1977 — Интересное положение[итал.] / Stato interessante — Тильда Ла Моника (вторая история)
- 1978 — Жан-Кристоф / Jean-Christophe (feuilleton TV en 9 épisodes)
- 1978 — Встречи Анны[фр.] / Les rendez-vous d’Anna — Ида
- 1979 — Лукреция Борджиа (реж. Ив-Андре Юбер[фр.]) / Lucrèce Borgia (TV) — Лукреция Борджиа
- 1980 — Последний путь / Le chemin perdu — Мария
- 1980 — Шаг в лесу / Un pas dans la forêt (TV) — Антонелла
- 1980 — Президент серьёзно болен / Le président est gravement malade (TV) — Эдит Уилсон
- 1982 — Признания авантюриста Феликса Круля[фр.] (TV) — Диана Гупфле
- 1982 — От кого бежит Давид?[фр.] / Qu’est-ce qui fait courir David? — Сара, мать Давида
- 1982 — Дитя и волшебники (Синема 16) / L’enfant et les magiciens (Cinéma 16) (TV) — Тётушка Маргерит
- 1983 — Смерть Марио Риччи / La mort de Mario Ricci — Соланж
- 1984 — Выход воспрещён (Синема 16) / Sortie interdite (Cinéma 16) (TV) — Мадо
- 1985 — Красные сапоги / Les bottes rouges (TV) — Эвелин
- 1985 — Дизель / Diesel — Майки
- 1985 — Головокружения / Vertiges — Констанция
- 1986 — Выход-изгнание / Exit-exil — Соланж
- 1986 — Любовь-танго (Синема 16) / L’amour tango (Cinéma 16) (TV) — Анжела
- 1988 — Восточным экспрессом на север. Театр Рэя Брэдбери / On the Orient, North. The Ray Bradbury Theater (serie TV) — Минерва Холлидей
- 1989 — Ночь шлюзовщика / La nuit de l’eclusier — Элен Беллоц
- 1989 — Чёрный понедельник / Lundi noir (TV) — Марина
- 1989 — Пентименто[фр.] / Pentimento — Маддалена
- 1991 — Преступления и сады / Crimes et jardins (TV) — Сюзанна
- 1992 — Опалённые сердца[фр.] (6 серий) / Les Cœurs brûlés (série tv) — Юлия Бертиль, известная певица
- 1997 — Наследники / Les héritiers (TV) — Зизи
- 1998 — Младший сын / Le dernier fils (TV) — Элизабет Хаас
- 1999 — Ночь без сна[фр.] / La nuit des hulottes (TV movie) — Рэнетт Лёблан
- 2000 — Верность / La fidélité — Мать Клелии
- 2000 — Царица небесная / Regina Coeli — Регина, «Царица»[англ.]
- 2001 — Источник сарацинов / La source des Sarrazins (TV) — Роза
- 2002 — Правда о Чарли / The Truth About Charlie — Дама в трауре
- 2003 — / Rien que du bonheur (Les bras m’en tombent)

## Интересные факты
- Феллини был убеждён, что по национальности Магали Ноэль — немка: настолько пунктуальна, собрана и дотошна она всегда была в работе[5].
- Синтетическая актриса и, как говорят французы, подлинное «животное сцены» (фр. «une bête de scène»), Магали признавалась, что способна — «сделать всё, даже со слонами в Цирке Медрано[фр.]!» — «Как-то раз давалось праздничное представление для Союза артистов. Постановщик велел мне прийти и посмотреть на спящих зверей. Я должна была рассчитать свой номер по их храпу, так как перерыв между вздохами у толстокожих довольно значителен. Помню, что качала детёныша на руках — было совсем на страшно, мне сказали, он очень смирный. Его звали Жерар»[5].